# اریمپل، ویکتوریا
اریمپل (به انگلیسی: Irymple) یک شهرک در استرالیا است که در ویکتوریا (استرالیا) واقع شده‌است.